# Patricia Day
Patricia Day är sångare och basist i det dansk-amerikanska rock'n'rollbandet HorrorPops. Hon föddes i Köpenhamn i Danmark och växte upp i en musikalisk familj som hade en inspelningsstudio. Day provade flera instrument men valde till slut gitarren.
Hon träffade sin danske man Kim Nekroman, som nu spelar gitarr i HorrorPops, på Popkommässan i Köln i Tyskland 1996 då hennes punkband Peanut Pump Gun var förband åt hans band Nekromantix. De två blev vänner och Nekroman lärde Day att spela ståbas och hon lärde honom i sin tur att spela gitarr. För att få möjlighet att experimentera med olika musikstilar grundade de samma år bandet HorrorPops. 
Day spelar på en specialbyggd vit ståbas med nylonsträngar, som är smäckrare och lättare än en normal kontrabas. Den har byggts av Nekroman för att passa henne och dekorationerna är handmålade av tatueraren Baby Lou Tatoo. 